# Ramón León Maínez
Ramón León Maínez Fernández (n. Jerez de la Frontera, 28 de junio de 1846 - f.Madrid, 1917) fue un escritor, periodista y cervantista español.

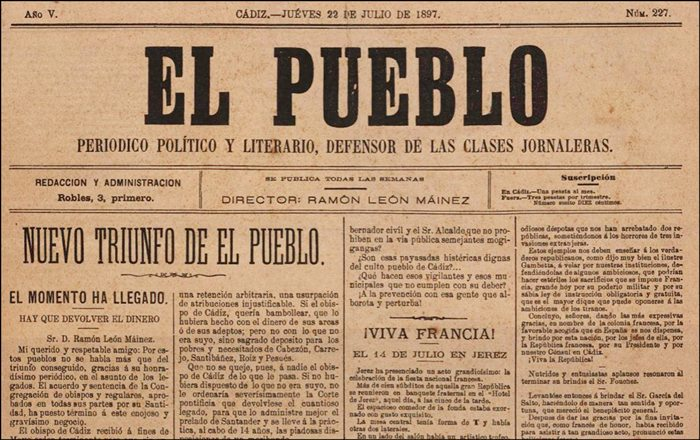
Portada diario El Pueblo

## Biografía

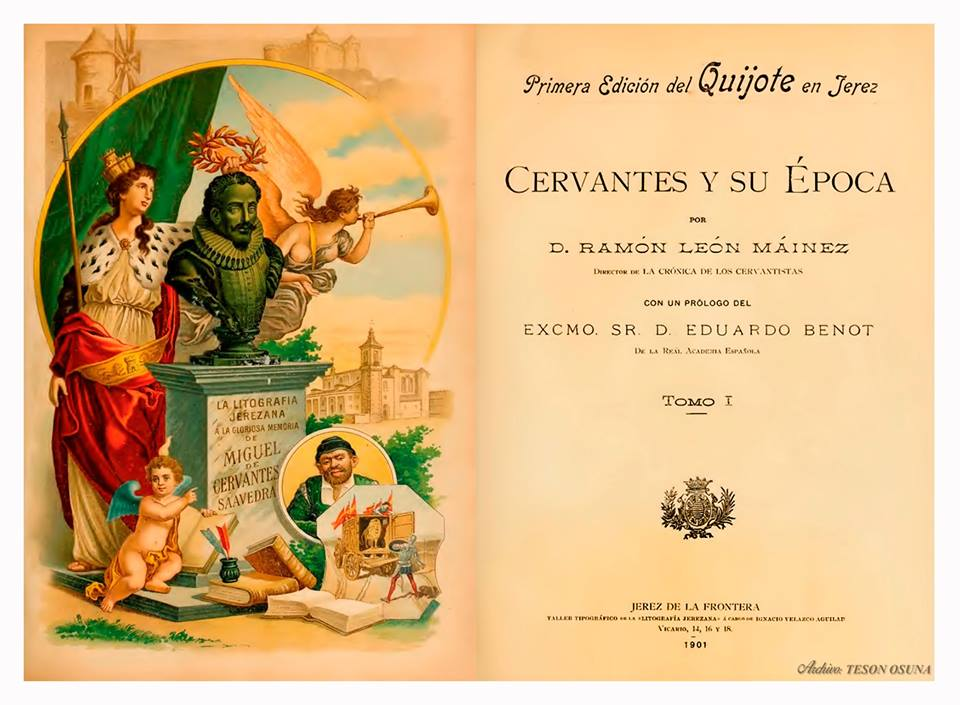
Cervantes y su época (Jerez de la Frontera, 1901)

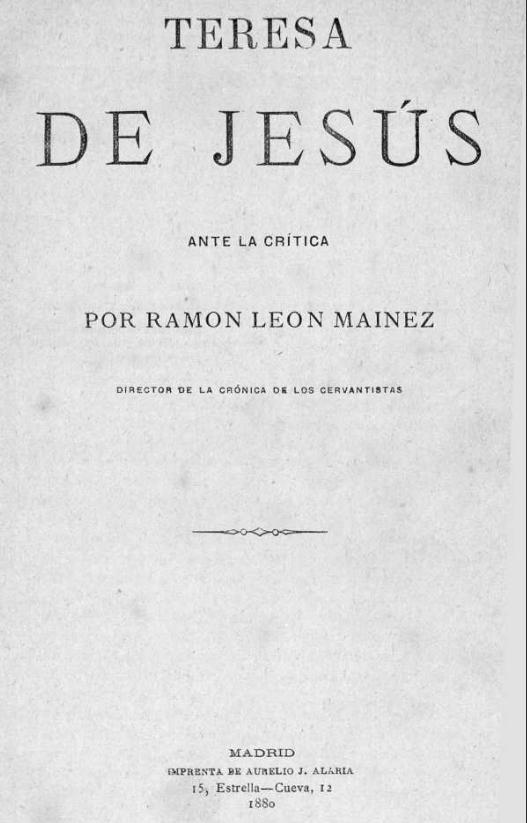
Santa Teresa ante la crítica (Madrid, 1880)

Nacido el 28 de junio de 1846 en la ciudad gaditana de Jerez de la Frontera, sus padres fueron Casto María Maínez, originario de la provincia de Soria, y de Catalina Fernández, de Jerez. En 1863 se trasladó a Cádiz para ingresar en un seminario, aunque abandonó los estudios religiosos en 1869.
De extensa formación humanista, fue redactor del periódico católico El Domingo y entre 1870 y 1871 dirigió el Diario de Cádiz. También dirigió el diario, de corta vida, Las buenas novelas. En octubre de ese mismo año da a la luz La Crónica de los cervantistas, revista monográfica sobre asuntos cervantinos de periodicidad irregular. Esta primera época durará hasta 1879. En Madrid, y entre 1904 y 1906, dirigirá una segunda etapa de la revista. En 1876 publica su obra más importante: Vida de Cervantes. Evolucionará hacia el republicanismo, dirigiendo, en 1895, el periódico gaditano 'El Pueblo.
Durante los últimos años de su vida, pobre y con la memoria perdida, recibió los cuidados de su mujer, manteniéndose con las escasas ayudas de algunos de sus amigos y de la caridad del Ayuntamiento de Madrid. La asociación cultural jerezana Cine-Club Popular ha solicitado una calle que lleve su nombre.

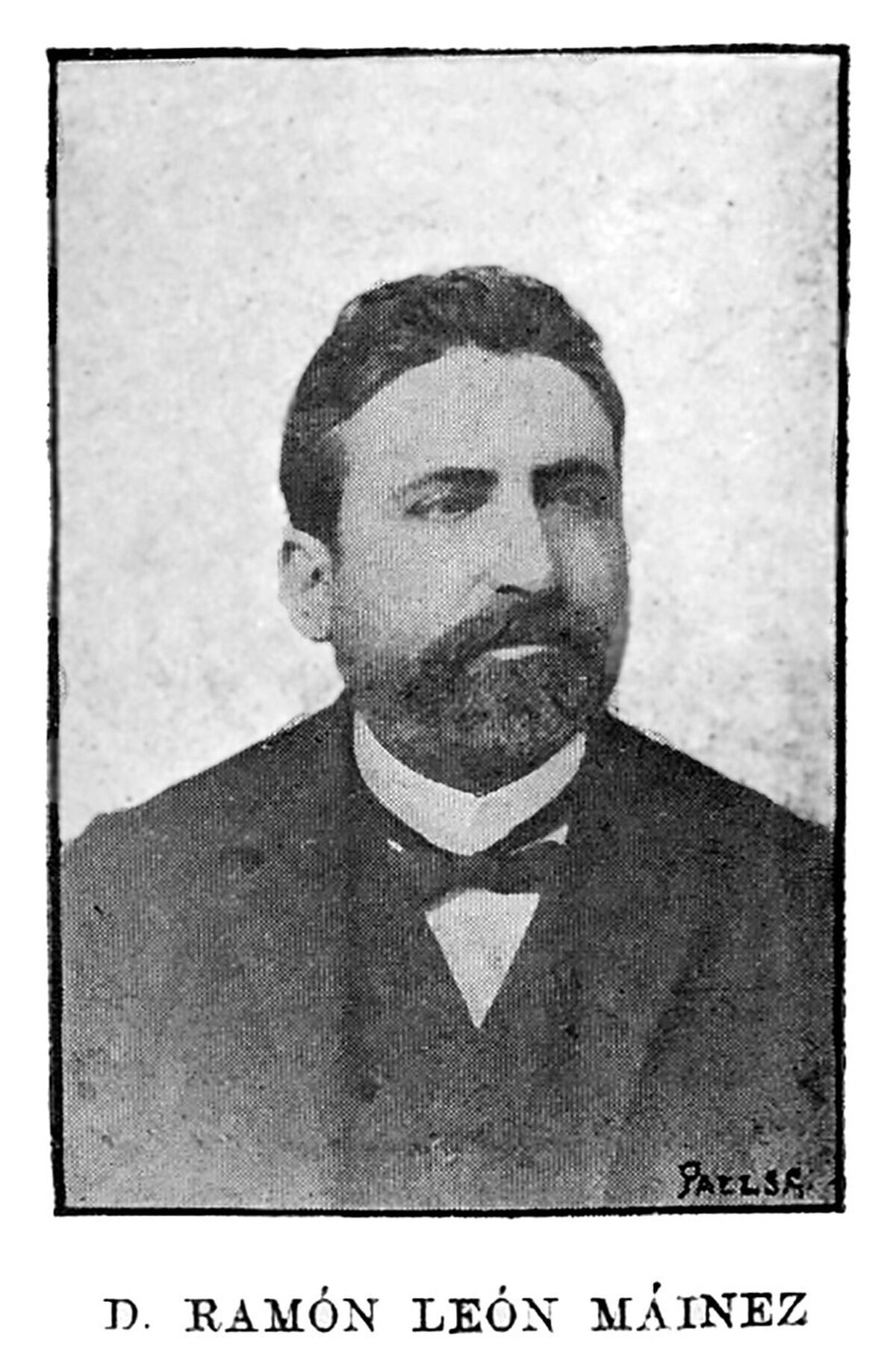
Retrato de un joven Ramón León Maínez